# ФК РСК Раброво
Фудбалски клуб РСК је српски фудбалски клуб из Раброва, насеља у општини Кучево. Тренутно се такмичи у Подунавско-шумадијскoj зони, четвртом такмичарском нивоу српског фудбала.

## Историја
Клуб је основан 1928. године.

## Новији резултати
| Сезона   | Ранг | Лига                       | Позиција | ИГ  | Д  | Н | П  | ГД | ГП | ГР  | Бод | Куп                  |
| -------- | ---- | -------------------------- | -------- | --- | -- | - | -- | -- | -- | --- | --- | -------------------- |
| 2014/15. | 4    | Зона Дунав                 | 3.       | 30  | 16 | 3 | 11 | 51 | 41 | +10 | 51  | Није се квалификовао |
| 2015/16. | 4    | Зона Дунав                 | 4.       | 30  | 15 | 4 | 9  | 49 | 35 | +14 | 49  | Није се квалификовао |
| 2016/17. | 4    | Зона Дунав                 | 2.       | 28  | 19 | 3 | 6  | 55 | 27 | +28 | 60  | Није се квалификовао |
| 2017/18. | 4    | Зона Дунав                 | 1.1      | 30  | 21 | 3 | 6  | 63 | 20 | +43 | 66  | Није се квалификовао |
| 2018/19. | 4    | Подунавско-шумадијска зона | 1.       | 26  | 18 | 5 | 3  | 65 | 23 | +42 | 59  | Није се квалификовао |
| 2019/20. | 3    | Српска лига Запад          | 16.      | 192 | 5  | 3 | 11 | 24 | 36 | -12 | 18  | Није се квалификовао |
| 2020/21. | 4    | Подунавско-шумадијска зона | 1.       | 34  | 24 | 7 | 3  | 83 | 34 | +49 | 79  | Није се квалификовао |
| 2021/22. | 3    | Српска лига Запад          | 15.      | 30  | 3  | 7 | 20 | 26 | 62 | -36 | 16  | Није се квалификовао |
| 2022/23. | 4    | Подунавско-шумадијска зона | -        | -   | -  | - | -  | -  | -  | -   | -   | -                    |

- 1  Клуб је одустао од преласка у виши ранг
- 2  Сезона прекинута након 19 кола због пандемије Корона вируса